# Henri Stambouli
Henri Stambouli (Orano, 5 agosto 1961 – Dakar, 17 novembre 2023) è stato un calciatore e allenatore di calcio francese, di ruolo portiere.

## Carriera

### Giocatore
A livello di calcio giocato Stambouli ha sempre preso parte al campionato francese, vestendo la maglia di Monaco e Marsiglia.

### Allenatore
In seguito al ritiro dal calcio giocato, avvenuto nel 1989, all'età di soli 28 anni, comincia ad allenare proprio il Marsiglia, club nel quale aveva concluso la carriera. Negli anni seguenti gira diversi paesi e ricopre il ruolo di CT in diverse squadre e Nazionali, partecipando alla Coppa d'Africa del 2004 in qualità di allenatore della Nazionale maliana.

## Palmarès

### Giocatore

#### Competizioni nazionali
- Campionato francese: 3

Monaco: 1977-1978, 1981-1982
O. Marsiglia: 1988-1989
- Coppa di Francia: 3

Monaco: 1979-1980, 1984-1985
O. Marsiglia: 1988-1989
- Supercoppa francese: 1

Monaco: 1985

#### Competizioni internazionali
- Coppa delle Alpi: 3

Monaco: 1979, 1983, 1984

### Allenatore

#### Competizioni nazionali
- Division 2: 1

O. Marsiglia: 1994-1995
- Coppa del Marocco: 2

Raja Casablanca: 2004-2005
FAR Rabat: 2006-2007
- Championnat National: 1

Istres: 2008-2009